# Amatersko prvenstvo Francije 1966
Amatersko prvenstvo Francije 1966 v tenisu.

## Moški posamično
Tony Roche :  István Gulyás  6-1, 6-4, 7-5

## Ženske posamično
Ann Jones :  Nancy Richey  6-3, 6-1

## Moške dvojice
Clark Graebner /  Dennis Ralston :  Ilie Năstase /  Ion Ţiriac  6–3, 6–3, 6–0

## Ženske dvojice
Margaret Smith Court /  Judy Tegart :  Jill Blackman /  Fay Toyne 4–6, 6–1, 6–1

## Mešane dvojice
Annette Van Zyl /  Frew McMillan :  Ann Haydon Jones /  Clark Graebner 1–6, 6–3, 6–2